# Laques
Laques (em grego:  Λάχης) é um diálogo socrático de autoria de Platão. Seus participantes apresentam definições concorrentes sobre o conceito de coragem.